# Victor Van Schil
Victor (Vic) Van Schil (Nijlen, 21 december 1939 – aldaar, 30 september 2009) was een Belgisch wielrenner.

## Carrière
Van Schil was profwielrenner van 1962 tot 1977. Hij was geen veelwinner en staat dan ook vooral bekend als 'meesterknecht' van Eddy Merckx, aan wiens zijde hij 9 jaar koerste. Voordien deed hij vijf jaar (1962–1966) hetzelfde voor de Fransman Raymond Poulidor bij de Franse ploeg Mercier-BP-Hutchinson. 
Een opmerkelijke prestatie was Van Schils ontsnapping met Merckx in de klassieker Luik-Bastenaken-Luik van 1969: beiden finishten met meer dan 8 minuten voorsprong op de nummer drie. Naast zijn ereplaats in Luik-Bastenaken-Luik werd Van Schil ook tweede in het Kampioenschap van Zürich en vijfde in Parijs-Roubaix.

## Overlijden
Van Schil overleed op 69-jarige leeftijd door zelfdoding.

## Belangrijkste overwinningen
1963
- Schaal Sels
- Maël-Pestivien

1964
- Omloop van Midden-België
- 11e etappe Ronde van Spanje

1967
- Ronde van Wallonië

1968
- Brabantse Pijl
- Omloop van de Zennevallei
- 13e etappe Ronde van Spanje

1975
- Omloop van de Zennevallei

## Resultaten in voornaamste wedstrijden
| Jaar | Ronde van Italië | Ronde van Frankrijk | Ronde van Spanje |
| ---- | ---------------- | ------------------- | ---------------- |
| 1961 |                  |                     |                  |
| 1962 |                  | 17e                 |                  |
| 1963 |                  | 22e                 |                  |
| 1964 |                  | 32e                 | 12e (1)          |
| 1965 |                  | 38e                 | 13e              |
| 1966 |                  | 72e                 |                  |
| 1967 |                  | 28e                 |                  |
| 1968 | opgave           |                     | 23e (1)          |
| 1969 | opgave           | 29e                 |                  |
| 1970 | 23e              | 68e                 |                  |
| 1971 |                  | 21e                 |                  |
| 1972 | 27e              | opgave              |                  |
| 1973 | 31e              |                     | 13e              |
| 1974 | 51e              | 36e                 |                  |
| 1975 |                  |                     |                  |
| 1976 |                  |                     |                  |

| Jaar | Milaan-San Remo | Gent-Wevelgem | Ronde van Vlaanderen | Parijs-Roubaix | Luik-Bast.‑Luik | Ronde van Lombardije | Waalse Pijl | Brabantse Pijl | Omloop Het Volk |  | WK op de weg |
| ---- | --------------- | ------------- | -------------------- | -------------- | --------------- | -------------------- | ----------- | -------------- | --------------- |  | ------------ |
| 1961 |                 |               |                      |                |                 | 37e                  |             |                |                 |  |              |
| 1962 |                 |               |                      |                |                 |                      |             |                | 10e             |  |              |
| 1963 |                 | 25e           |                      | 19e            |                 |                      |             |                | 13e             |  |              |
| 1964 |                 | 15e           | 35e                  | 57e            |                 |                      |             | Brons          | 12e             |  |              |
| 1965 |                 | 13e           | 10e                  | 4e             |                 |                      |             | 5e             | 12e             |  |              |
| 1966 |                 |               | 50e                  |                | ↑               |                      |             |                | 62e             |  |              |
| 1967 | 25e             | 55e           | 45e                  | 17e            | 13e             |                      | 17e         |                | 11e             |  |              |
| 1968 | 43e             | 17e           | 56e                  | 5e             |                 |                      | 6e          | Goud           |                 |  | opgave       |
| 1969 | 88e             | 33e           |                      |                | ↑               |                      | 10e         | 5e             |                 |  |              |
| 1970 | 50e             |               | 15e                  |                |                 |                      |             | Zilver         |                 |  |              |
| 1971 |                 |               |                      | 32e            | 20e             |                      | 12e         |                |                 |  |              |
| 1972 | 47e             |               |                      |                | 9e              |                      | 20e         |                |                 |  |              |
| 1973 | 41e             |               |                      |                | 10e             |                      | 23e         | Zilver         | 36e             |  |              |
| 1974 |                 | 83e           |                      | 47e            | 18e             |                      | 17e         |                |                 |  |              |
| 1975 |                 |               |                      |                | 19e             |                      | 18e         |                |                 |  |              |
| 1976 |                 |               |                      |                |                 |                      | 26e         |                |                 |  |              |